# Morfologia (linguistica)
La morfologia (dal greco, morphé "forma" e lògos "discorso") è la parte della grammatica o della linguistica che ha per oggetto lo studio della struttura grammaticale delle parole e che ne stabilisce la classificazione e l'appartenenza a determinate categorie come il nome, il pronome, il verbo, l'aggettivo e le forme della flessione, come la coniugazione per i verbi e la declinazione per i nomi distinguendosi dalla fonologia, dalla sintassi e dal lessico. Inoltre indaga i meccanismi secondo i quali le unità portatrici di significati semplici si organizzano in significati più complessi: le parole.
Nella grammatica tradizionale, la morfologia è intesa come lo studio dei meccanismi di formazione delle parole, come la flessione e la derivazione. Nella linguistica moderna essa studia la struttura della parola e descrive le varie forme che le parole assumono a seconda delle categorie di numero, di genere, di modo, di tempo, di persona.
Un nuovo approccio alla morfologia deriva da una corrente del generativismo di matrice chomskiana, chiamata morfologia distribuita. Questo approccio teorico dimostra come la creazione delle parole non risieda nella componente lessicale della lingua, ma invece segua le stesse regole sintattiche che sono alla base della formazione delle frasi.

## Morfemi
Esempio: nella parola "vanga", costituita dai morfemi vang + a, il morfema "a" indica che si tratta di un sostantivo femminile singolare. Sostituendo "a" con "are" si avrà "vangare", e in questo caso il morfema indica che si tratta di un verbo. Per formare il plurale invece si userà il morfema "e" (vang(h) + e): in questo caso dunque il nuovo morfema non cambia la parte del discorso ma il numero.
I morfemi possono essere anche combinati fra loro (combinazione) in sequenze lineari per dare origine a termini complessi: si pensi alla parola italiana "riscrivevamo", composta dai morfemi "ri" + "scriv" + "ev" + "amo".
Una marca morfemica può avere più significati: es. la marca "a" valida sia per i sostantivi femminili singolari che per la III persona singolare dell´indicativo presente.
Altri concetti edificanti per la costruzione delle parole sono l'accordo e la reggenza. La parola è dunque una sequenza di morfemi caratterizzata da diverse accezioni. Comunemente si utilizzano le glosse interlineari per mostrare la struttura morfologica di una parola, una frase o un intero testo. Esempio di glossa in inglese di una frase in italiano.
| ri-scriv-ev-ano                       | la       | letter-a    |
| itr-write-impf.past-3pl               | det.sg.f | letter-sg.f |
| 'They were writing the letter again.' |          |             |

## Morfemi lessicali e grammaticali
I primi sono una classe aperta e hanno significato lessicale ("vang-"). I secondi rivelano la funzione grammaticale della parola ("a", "are") e sono una classe chiusa. 
Le eventuali mutazioni sono lente e difficilmente percettibili.
Sono morfemi grammaticali quelli flessivi, i prefissi, i suffissi e gli infissi.
In altre lingue, come per esempio in arabo, la morfologia non è concatenativa ma introflessiva: si utilizzano radici triconsonantiche all'interno delle quali vengono inserite le vocali: a vocali diverse corrispondono parole diverse (pettine morfemico).

## Flessione
Si chiama flessione l'insieme delle regole che determinano la funzione logica di una parola.
Le marche variabili che rendono conto di tale congruità sono morfemi grammaticali: in particolare si parla di morfemi flessivi o desinenze. La flessione dei verbi si chiama coniugazione, quella degli elementi nominali declinazione.
Un fenomeno tipico della flessione è l'apofonia.

## Derivazione
La derivazione è una modalità di formazione di parole nuove. Generalmente si suddivide in prefissazione, infissazione e suffissazione a seconda che il morfema derivazionale legato si aggiunga, rispettivamente, a sinistra, nel mezzo o a destra della parola. "ri-scrivere", "cant-icchi-are" e "atom-izzare" sono rispettivamente tre 
esempi.
Secondo alcuni alla base della derivazione vi è il morfema, secondo altri la parola. In altri termini, una parola come "famoso" sarebbe costruita, secondo la prima ipotesi, come ("fam+oso"); sarebbe invece costruita come "fama+oso" all'interno della seconda ipotesi. Questa seconda ipotesi richiede ovviamente una successiva regola di cancellazione di vocale che porti a "famoso". La prima ipotesi invece è in difficoltà nel caso della prefissazione (nessuno ha mai sostenuto che "sfortunato" sarebbe costruito a partire da un morfema ("s+fortunat") e della composizione, dove "capostazione" -se costruito a partire da morfemi- dovrebbe avere come base di partenza "cap+stazion" con successiva inserzione delle vocali).
La prefissazione a) non cambia la categoria lessicale della base ("fortunato" è aggettivo e resta aggettivo se prefissato "sfortunato"), non cambia la posizione dell'accento.
La suffissazione, al contrario, può cambiare la categoria lessicale della base ("atomo" è nome e diventa verbo in "atomizzare) e cambia la posizione dell'accento ("velóce -> veloceménte").
La suffissazione può realizzare diversi cambiamenti di categoria lessicale: a. Nome -> Verbo ("pace ->> pacificare"), Nome -> Aggettivo ("morte -> mortale"), 
Nome -> Nome ("giornale -> giornalaio"), Verbo -> Nome ("arreda(re) -> arredamento"), Verbo -> aggettivo ("ama(re) -> amabile",Aggettivo -> Nome ("bello -> bellezza"),
Aggettivo -Verbo ("beato -> beatificare"), Aggettivo -> Avverbio ("dolce -> dolcemente").
La derivazione si distingue dalla flessione perché i morfemi flessivi non cambiano la categoria lessicale della base ("amo" resta verbo in tutte le sue forme flesse, "amavi, ameremo, amando..."). Flessione e derivazione sono inoltre diverse perché la prima 'aggiunge' o 'cambia' un significato grammaticale di una classe chiusa di possibilità (genere, numero, caso, tempo, modo, aspetto). Per esempio, se dal verbo "ama(re)" si forma "amerò" vengono aggiunte le seguenti informazioni: prima persona, numero singolare, tempo futuro.
La derivazione forma parole "nuove" ("tabacco -> tabaccaio"), mentre la flessione forma "word forms", forme diverse della stessa parola ("tabacco -> tabacchi").
In derivazione, la testa è a destra. In "arreda+mento" la parola è un nome perché vi è il suffisso "-mento" che cambia verbi in nomi (cfr. "collocamento", indebitamento", ecc.). La parola prefissata "ri+scrivere" ha testa a destra: è un verbo perché "scrivere" è un verbo.
Diverso il caso della flessione: in "cas+e" la testa categoriale è a sinistra.
Suffissazione e prefissazione (ma non flessione) possono cambiare la struttura argomentale della propria base.
Il verbo "cantare" può avere un oggetto ("cantare una canzone"): se il verbo viene derivato in un aggettivo ("cantabile"), questo aggettivo non può più avere un oggetto (cf. *"cantabile una canzone"), ma può invece avere -per così dire- un 'soggetto' (cf. "una canzone cantabile"). Dunque nel passaggio da verbo a nome, la struttura argomentale è cambiata.
Stessa cosa può accadere in prefissazione: il verbo "rubare" si può costruire con i seguenti "argomenti": Giorgio ruba monete alle vecchiette". Ma se si prefissa il verbo e si costruisce "derubare", allora non si può più dire *"Giorgio deruba monete alle vecchiette", ma "Giorgio deruba le vecchiette delle monetine": la struttura argomentale non è più esattamente la stessa. La prefissazione l'ha cambiata.

## Composizione
La composizione è un tipo di processo morfologico che opera sulle parole non con l'aggiunta di prefissi o di suffissi, ma formando parole nuove a partire da parole esistenti:
- capo+treno = capotreno
- bianco+nero = bianconero

In un composto un costituente è predominante sull'altro e si chiama testa del composto. In capotreno per esempio il costituente testa è il primo. Per individuare la testa di un composto, si usa il test È UN (M. Reece Allen 1978). Capotreno è un capo o un treno? Si tratta di un capo e dunque capo è la testa del composto.
Il test di Allen si applica sia semanticamente (come appena visto) sia categorialmente: in cassaforte la testa è cassa in quanto cassa è un nome così come lo è tutto il composto.
Vi sono composti che hanno una (o due) teste e sono detti endocentrici, mentre i composti che non hanno una testa sono detti esocentrici. Composti con una testa sono per es. cassaforte, angolo cottura; composti con due teste sono composti coordinati come studente lavoratore, attore regista, dolceamaro, mentre composti senza testa sono composti come alzabandiera, saliscendi, sottoscala, pellerossa.
Se si applica il test È un a un nome composto come portalettere si verificherà che la testa categoriale deve anche essere testa semantica: porta è un verbo, lettere è un nome, tutto il composto portalettere è un nome, dunque sembra che lettere possa essere la testa del composto. Vi sono composti dove può essere considerata "testa" una delle due parole da cui è formato, come ad esempio cassapanca (dove cassa sarà testa quando si parla di una cassa adibita a panca, e viceversa). Ma se si applica il test semantico si constaterà che portalettere NON È un lettere e dunque se ne conclude che né porta può essere la testa del composto (per ragioni di categoria lessicale) né lettere (per ragioni semantiche).
I composti sono stati classificati in vari modi; la classificazione più recente (e accettata) è quella che identifica tre classi di composti: subordinati, coordinati e attributivi (questi ultimi saranno attributivi se la non testa è un aggettivo, come per es. viso pallido) o appositivi (se la non testa è un nome, come per es. discorso fiume) Cfr. Scalise & Bisetto (2009).